# Кулов Фелікс Шаршенбайович
Фелікс Шаршенбайович Кулов (кирг. Феликс Шаршенбаевич Кулов; нар. 29 жовтня 1948) — киргизький державний і політичний діяч, прем'єр-міністр Киргизької Республіки у 2005—2007 роках.

## Життєпис
Народився в родині військовослужбовця. 1971 року закінчив Омську вищу школу МВС.
Після здобуття освіти працював у системі правоохоронних органів:
- 1980–1992 — заступник начальника обласного УВС, начальник обласного управління внутрішніх справ, перший заступник, а згодом — міністр внутрішніх справ Киргизької РСР (залишився на посаді після здобуття Киргизстаном незалежності);
- 1990 — під час міжнаціональних сутичок на півдні країни був призначений на посаду коменданта столиці;
- 1991 — отримав звання генерал-майора;

У лютому 1992 року був обраний на посаду віце-президента Киргизстану. Від 1993 до 1997 року займав пост губернатора Чуйської області. У квітні 1997 був призначений на посаду міністра національної безпеки, отримавши звання генерал-лейтенанта.
У квітні 1998 року був обраний мером Бішкека.
У квітні 1999 року вийшов у відставку й організував політичну партію «Ар-Намис» («Гідність»). 22 березня 2000 року був заарештований за звинуваченням у зловживанні службовим становищем на посту мера Бішкека. 7 серпня того ж року Військовий суд Бішкекського гарнізону виправдав його. За кілька днів висунув свою кандидатуру на пост президента, втім у жовтні Центральна виборча комісія його кандидатуру зняла.
22 січня 2001 року той же Бішкекський військовий суд засудив його до 7 років ув'язнення з конфіскацією майна та позбавленням звання генерал-лейтенанта за зловживання службовим становищем під час перебування на посту міністра національної безпеки. У травні 2002 року на новому процесі був засуджений до 10 років позбавлення волі за розкрадання державних коштів у 1993—1997 роках, коли він був губернатором Чуйської області. Опозиційні лідери заявили, що обидві справи були порушені за політичними мотивами. В лютому 2005 року конгрес США ухвалив резолюцію з ситуації в країнах Центральної Азії, в якій, зокрема, зажадав від влади Киргизстану звільнення всіх заарештованих за мирну політичну діяльність, у тому числі Фелікса Кулова.
Був звільнений на хвилі народних виступів 24 березня 2005 року й одразу став одним із найпомітніших лідерів опозиції, що приходила до влади. У ніч з 24 на 25 березня на екстреному засіданні парламенту був призначений координатором усіх силових структур країни. У найкоротші терміни Кулов зумів відновити контроль над ситуацією, придушити мародерство в столиці країни, а також відновити діяльність правоохоронних органів. Такі його дії сприяли зростанню популярності серед жителів столиці й північних регіонів Киргизстану.
Після цього Фелікс Кулов звернувся до парламенту з клопотанням про звільнення його з посади координатора та заявив, що повинен повернутись до місць позбавлення волі. Однак відповідно до рішення Верховного суду він залишився на свободі до перегляду вироку. Невдовзі Верховний суд визнав його засудженим за політичними мотивами та зняв з нього всі звинувачення.
15 серпня 2005 року очолив уряд Киргизької Республіки. 26 січня 2006 року він звинуватив правоохоронні органи у сприянні криміналу й організованій злочинності. Приводом для таких заяв стало виправдання Риспека Акматбаєва, який вважався лідером найбільшого кримінального угруповання Киргизстану. Після цього відносини між прем’єр-міністром, президентом і керівництвом національної безпеки почали загострюватись. Зросла напруга у суспільстві. 3 лютого президент Курманбек Бакієв різко розкритикував роботу депутатів Жогорку Кенеш, звинувативши їх у нагнітанні політичної напруженості, а Фелікса Кулова — у сприянні тому процесу й істерії навколо криміналізації влади.
9 лютого Курманбек Бакієв заявив про наміри внесення поправок до конституції, що передбачали ліквідацію посту прем’єр-міністра й виконання функцій глави держави й уряду однією особою. Такі дії президента спричнили нову кризу в країні, що зрештою змусило Бакієва 2010 року вийти у відставку та виїхати до Білорусі.
Фелікс Кулов був змушений піти у відставку з посту голови уряду в січні 2007 року. Наступного року його було призначено на посаду голови дирекції проекту розвитку малої та середньої енергетики Киргизстану.
2010 року був обраний до лав Жогорку Кенеш.